# Google Base
Google Base — колишній проєкт онлайнової бази даних, що розроблялася компанією Google. Кожний користувач Google міг додавати у неї текст, зображення та структуровану інформацію про товари у форматах XML, PDF, Excel, RTF, WordPerfect. Всі елементи безкоштовно індексувалися і додавалися в пошукову базу. Для того, щоб елементи бази можна було легше знаходити, при їх додаванні можна було вказувати ключові слова.
17 грудня 2010 року було оголошено, що API Google Base більше не підтримується. Натомість було запропоновано Google Shopping APIs.